# Zaozhuang
Zaozhuang (chiń. upr. 枣庄; chiń. trad. 棗莊; pinyin Zǎozhuāng) – miasto o statusie prefektury miejskiej we wschodnich Chinach, w prowincji Szantung. W 2010 roku liczba mieszkańców miasta wynosiła 186 621. Prefektura miejska w 1999 roku liczyła 3 557 997 mieszkańców.